# Marguerite de Viçose
Marguerite de Viçose est la fille aînée de Raymond de Viçose (dit aussi Vicoze ou Byssonze), secrétaire signant en finances d'Henri de Navarre, chargé de distribuer le subside annuel aux protestants créé par l'Édit de Nantes, et de Suzanne Dupin de Lallier.
La fille de son frère Henri, elle aussi prénommée Marguerite, est la mère de Charlotte-Rose de Caumont La Force.